# 쑨페이페이 (배우)
쑨페이페이(중국어 간체자: 孙菲菲, 정체자: 孫菲菲, 병음: Sūn Fēifēi, 한자음: 손비비, 1981년 2월 21일 ~ )는 중화인민공화국의 배우이다.
1993년부터 1998년까지 베이징 무도 학원 중국무용학과에 재학했으며 1998년부터 2002년까지 베이징 무도 학원 고전무용연출학과에 재학했다.

## 작품 목록

### 드라마
- 《북경, 내 사랑》 (2004년)
- 《협영선종》 (2005년)
- 《칠검하천산》 (2006년)
- 《벽혈검》 (2007년)
- 《초류향전기》 (2007년)
- 《매괴강호》 (2009년)
- 《미인심계》 (2010년)
- 《궁쇄주렴》 (2012년)
- 《호상호상애상니》 (2016년)

### 영화
- 《궤영미정》 (2015년)

## 같이 보기
- 중국 영화